# Rüfüs Du Sol
Rüfüs Du Sol, estilizado como RÜFÜS DU SOL y anteriormente conocido simplemente como Rüfüs (estilizado como RÜFÜS) de 2010 a 2018, es un grupo de dance alternativo  originario de Australia conformado por Tyrone Lindqvist, Jon George y James Hunt. Su álbum debut, Atlas, alcanzó el puesto número uno en Australia, mientras que su segundo álbum, Bloom, debutó en la cima de la lista de álbumes australianos a principios de 2016. Su sencillo «You Were Right» ganó el premio ARIA al Mejor Lanzamiento Dance en 2015. Si bien todavía se les conoce como Rüfüs en otros lugares, actuaron como Rüfüs Du Sol en los Estados Unidos porque Rufus ya estaba ocupado. En 2018 cambiaron su nombre a Rüfüs Du Sol a nivel internacional.
Han actuado en Byron Bay Bluesfest en NSW en 2013, Byron Bay's Splendor in the Grass en 2014, Electric Forest Festival en Double JJ Resort en 2016 y 2018, Mountain Sounds en 2017 en NSW, Coachella en 2016, 2017 y 2019. así como Lollapalooza Chicago y Field Day el día de Año Nuevo en Sydney en 2019.

## Carrera

### 2010-2012: Formación
La banda se formó con Jon George, Tyrone Lindqvist y James Hunt en noviembre de 2010. El 1 de enero de 2011 publicaron su primer EP, Rüfüs. «We Left»  su sencillo de debut se publicó el 25 de julio de 2011. Dos temas del EP, «Paris Collides» y «We Left» alcanzaron simultáneamente los números 8 y 13 en las listas de Hype Machine, mientras que el vídeo de «We Left» fue nominado como uno de los 12 finalistas a nivel internacional en los premios Vimeo 2012 al mejor vídeo musical.
En abril de 2012 publicaron su segundo EP Blue. El sencillo de doble cara A «This Summer»/«Selena» se publicó el 16 de julio de 2012.

### 2013–2014:Atlas
Su álbum de estudio debut, Atlas, salió a la venta el 9 de agosto de 2013. Debutó en el número 1 de la Australian Albums Chart el 25 de agosto de 2013. Le precedió «Take Me» como sencillo principal el 8 de marzo de 2013, y «Desert Night» como segundo sencillo el 2 de agosto de 2013. «Tonight» fue lanzado como tercer sencillo el 22 de noviembre de 2013, seguido de «Sundream» como cuarto, el 21 de marzo de 2014.

### 2015–2017:Bloom
En junio de 2015, RÜFÜS lanzó «You Were Right», el sencillo principal de su próximo segundo álbum. Alcanzó el número 22 en la lista australiana ARIA Singles Chart y fue certificado doble platino. El álbum Bloom se publicó en enero de 2016 y se convirtió en el segundo álbum número uno de la banda.

### 2018–2020:SolaceySolace Remixed
En mayo de 2018, la banda cambió su nombre australiano a Rüfüs Du Sol. El vocalista Tyrone Lindqvist explicó el cambio de nombre: «Supongo que en realidad no conocemos a ninguna otra banda que tenga dos nombres en todo el mundo, así que nos pareció apropiado». Lanzaron «No Place» el 25 de mayo de 2018. Más tarde lanzaron los singles «Underwater» y «Lost in My Mind», junto con el anuncio de su tercer álbum Solace. En septiembre de 2019 se publicó un álbum de remezclas. En los ARIA Music Awards de 2019, Solace fue nominada a tres ARIA Music Awards.

### 2021:Surrender
El 13 de julio de 2021, la banda publicó «Alive», su primera canción en tres años. En un comunicado de prensa, el líder Tyrone Lindqvist dijo: «Es una canción más pesada en algunos aspectos, pero en el fondo es esperanzadora».«Next to Me» salió a la venta el 11 de agosto de 2021. Jon George dijo que «es una canción de devoción, compasión cariñosa y amor puro». El 24 de septiembre de 2021, lanzaron el sencillo «On My Knees». Ese mismo día también anunciaron su cuarto álbum de estudio, Surrender, que salió a la venta el 21 de octubre de 2021. En octubre de 2022, la banda lanzó Mate Maker Co, una línea de bebidas duras de kombucha, con la ayuda de Justin Medcraft, exdirector global de marca de Diageo y director de marca de Pabst Brewing Co, su mánager artístico Danny Robson y el experto en comercio de bebidas Tom Appleton.

## Miembros de la banda
- Tyrone Lindqvist – voz, guitarra
- Jon George – teclados
- James Hunt – tambores